# تپه خراسانلو ۱
تپه خراسانلو ۱ مربوط به مس و سنگ است و در شهرستان ابهر، بخش مرکزی، دهستان صایین قلعه، ۱۲۲۰ متری شمال روستای خراسانلو واقع شده و این اثر در تاریخ ۲۶ اسفند ۱۳۸۶ با شمارهٔ ثبت ۲۲۱۸۷ به‌عنوان یکی از آثار ملی ایران به ثبت رسیده است.